# 高登·纽菲德

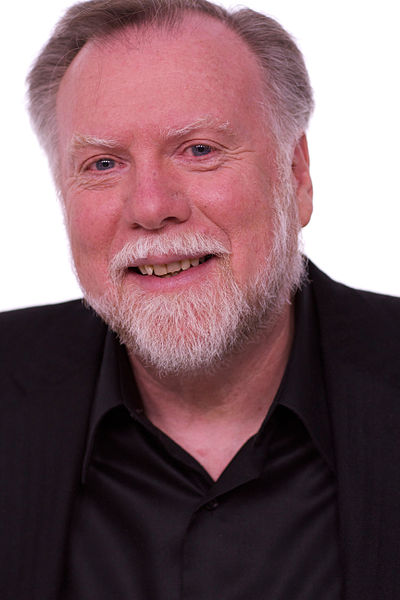
高登·纽菲德(Gordon Neufeld)

高登·纽菲德(Gordon Neufeld)博士是一位温哥华的心理学家,也是 " Hold on to Your Kids: Why Parents Need to Matter More Than Peers" 的作者，到目前为止，这本书被翻译成十种语言。
高登·纽菲德 的理论是基于約翰·鮑爾比(John Bowlby) 的依附理论。
他发展了一种包含有六个关系能力阶段的依附理论。这个两极分化的结构介绍了羞愧和防御的分化。他的依附的模型是普遍存在于应用于实施当中。高登 纽菲德 也是加拿大温哥华 高登 纽菲德 学院的创始人。这个学院通过个性化的学习项目，自我展示，研讨会和课程（包括视频课程）提供给家长和装业人员shi教育与培训。目前高登·纽菲德系和教育项目有很多语种，有英文，法文，德文，西班牙文，瑞典文和俄文。

## 外部連結
- Official site （页面存档备份，存于）
- Official Neufeld Institute YouTube channel （页面存档备份，存于）